# 小野石雄
小野 石雄（おの の いわお）は、平安時代初期の貴族。位階は従五位上。

## 経歴
弘仁4年（813年）に起きた蝦夷の吉弥侯部止波須可牟多知の乱において、文室綿麻呂を征夷大将軍とした征夷軍に従軍する。この時、羊革の鎧と牛革の鎧を着用して、敵を討ち平らげた。なお、この鎧は陸奥国に保管されたが、貞観12年（870年）になって、新羅の入寇への対応を行うべく対馬守に任ぜられた子・小野春風が、この鎧を着用して九州の警備に当たり、無事に帰京して改めてこの鎧を返納したい旨上奏する。この願いは許されて、羊革の鎧が春風に与えられ、牛革の鎧は兄の陸奥権守・小野春枝に与えられている。
のち、嵯峨朝末の弘仁13年（822年）従五位下に叙せられ、淳和朝の天長6年（829年）従五位上に至る。
また、多賀城跡から石雄と推定される名が署名された漆紙文書も出土している。

## 官歴
『日本後紀』による。
- 時期不詳：正六位上
- 弘仁13年（822年） 10月1日：従五位下
- 天長6年（829年） 正月7日：従五位上

## 系譜
- 父：不詳
- 母：不詳
- 生母不明の子女
  - 男子：小野春枝[3]
  - 男子：小野春風[3] - 勅撰歌人